# Петропавлівська волость (Старобільський повіт)
Петропавлівська волость — історична адміністративно-територіальна одиниця Старобільського повіту Харківської губернії із центром у слободі Петропавлівка.
Станом на 1885 рік складалася з 2 поселень, єдиної сільської громади. Населення — 3510 осіб (1593 чоловічої статі та 1917 — жіночої), 678 дворових господарств.
|                     | Площа, десятин | У тому числі орної, дес. |
| ------------------- | -------------- | ------------------------ |
| Сільських громад    | 9778           | 5935                     |
| Приватної власності | —              | —                        |
| Іншої власності     | 99             | 18                       |
| Загалом             | 9877           | 5953                     |

Основне поселення волості станом на 1885:
- Петропавлівка — колишня державна слобода при річці Євсуг за 80 верст від повітового міста, 2775 осіб, 536 дворових господарств, православна церква, школа, поштова станція, лавка, 4 ярмарки на рік.